# San Vito (Kostaryka)
San Vito – miasto w Kostaryce, w prowincji Puntarenas.